# Malgesso
Malgesso is een plaats en voormalige gemeente in de Italiaanse provincie Varese (regio Lombardije) en telt 1253 inwoners (31-12-2004). De oppervlakte bedraagt 2,8 km², de bevolkingsdichtheid is 555 inwoners per km².

## Demografie
Malgesso telt ongeveer 485 huishoudens. Het aantal inwoners steeg in de periode 1991-2001 met 11,5% volgens cijfers uit de tienjaarlijkse volkstellingen van ISTAT.
| Jaar | Inwoneraantal |
| ---- | ------------- |
| 1991 | 998           |
| 2001 | 1113          |

## Geografie
Malgesso grenst aan de volgende gemeenten: Bardello, Besozzo, Brebbia, Bregano, Travedona-Monate.